# Román Fernández
Román Ezequiel Fernández (Dock Sud, Buenos Aires, Argentina; 23 de septiembre de 2005) es un futbolista argentino que se desempeña como delantero. Actualmente se encuentra en la reserva del Racing Club de la Primera División Argentina.

## Trayectoria
Su debut se produjo el 23 de junio del 2022 en la derrota 2 a 0 frente a Godoy Cruz con tan solo 16 años. Es el jugador más joven que debutó en primera división habiendo surgido en el predio Tita Mattiussi. Más tarde sumaría minutos en el empate 1 a 1 frente a Talleres de Córdoba y en la victoria 1 a 0 frente a Patronato.
Sus primeros títulos llegarían al quedar convocado en la final del Trofeo de Campeones 2022 y en la final de la Supercopa Internacional 2023.

## Palmarés

### Campeonatos nacionales
| Título                  | Equipo      | País      | Año  |
| ----------------------- | ----------- | --------- | ---- |
| Trofeo de Campeones     | Racing Club | Argentina | 2022 |
| Supercopa Internacional | Racing Club | Argentina | 2023 |